# فرنسيس كوين
فرنسيس كوين (بالإنجليزية: Francis Quinn)‏ هو كاهن كاثوليكي أمريكي، ولد في 11 سبتمبر 1921 في لوس أنجلوس في الولايات المتحدة، وتوفي في 21 مارس 2019 في ساكرامنتو في الولايات المتحدة.